# トニー・ヴィスコンティ
トニー・ヴィスコンティ（Tony Visconti、1944年4月24日 - ）は、アメリカ合衆国ニューヨーク州ブルックリン出身の音楽プロデューサー / 編曲家。1968年にロンドンに移住して、主にイギリスのミュージシャンの作品を手掛けた。

## 来歴
15歳までにはギターやベースを演奏するようになり、一時はジャズ・ミュージシャンを目指していたこともあった。その後、Ricardo & LatineersやSpeedy Garfin Bandでの活動を経て、1967年にはTony & Siegridという夫婦デュオとしてデビュー、「Long Hair」をローカル・ヒットさせた。
1968年にはロンドンに移り、1960年代末期にはティラノザウルス・レックスやデヴィッド・ボウイ等の作品のプロデュースを始める。T・レックスとの関係は1970年代中期まで続き、ボウイとの関係は断続的ながら2010年代まで続いた。1971年にはメリー・ホプキンのアルバム『大地の歌』をプロデュースして、同年のうちにメリーと再婚（1981年に離婚）。彼女との間に娘のジェシカ・リー・モーガンを授かる。1970年代には、グラムロック、プログレッシブ・ロック、フォークロック等の分野で多くのアルバムをプロデュースしている。
1980年代には、ブームタウン・ラッツ等とも仕事を行い、また、ムーディー・ブルースのヒット曲「ユア・ワイルデスト・ドリーム」等にも貢献した。1981年にメリー・ホプキンと離婚。1989年には、ジョン・レノンやオノ・ヨーコのパーソナル・アシスタントだったメイ・パンと結婚する（2000年に離婚）。

## 音楽的影響
ヴィスコンティは2008年4月のインタビューにおいて、最初期に影響を受けたプロデューサーとしてフィル・スペクター、ジョージ・マーティン、デニー・コーデルを挙げており、作曲家としてはフィリップ・グラスを尊敬していると語った。

## 作品

### プロデュース作品
アーティストの姓またはバンド名の五十音順に並べる。
- アイヴィーズ（後のバッドフィンガー）
  - メイビー・トゥモロウ - Maybe Tomorrow（1969年）
- ジ・アラーム
  - チェンジ - Change（1989年）
- アダム・アント
  - Vive Le Rock（1985年）
- THE YELLOW MONKEY
  - シングル「プライマル。」（2001年）
- リック・ウェイクマン
  - ラプソディーズ - Rhapsodies（1979年）
- カイザー・チーフス
  - ザ・フューチャー・イズ・メディバル - The Future Is Medieval（2011年）
- カルメン
  - 宇宙の血と砂 - Fandangos in Space (1973年)
  - 舞姫 - スペインの恋物語 - Dancing on a Cold Wind (1974年)
- キャラヴァン
  - ベター・バイ・ファー - Better by Far（1977年）
- ヒュー・コーンウェル
  - Beyond Elysian Fields（2004年）
- ジェントル・ジャイアント
  - ジェントル・ジャイアント - Gentle Giant（1970年）
  - アクワイアリング・ザ・テイスト - Acquiring the Taste（1971年）
- ザ・シーホーセズ
  - ドゥ・イット・ユアセルフ - Do It Yourself（1997年）
- シン・リジィ
  - バッド・レピュテイション〜悪名 - Bad Reputation（1977年）
  - ライヴ・アンド・デンジャラス - Live and Dangerous（1978年）
  - ブラック・ローズ - Black Rose: A Rock Legend（1979年）
- ストローブス
  - Dragonfly（1970年）
  - 骨董品 - Just a Collection of Antiques and Curios（1970年）
  - 魔女の森から - From the Witchwood（1971年）
- スパークス
  - スパーク・ショー - Indiscreet（1975年）
- ティラノザウルス・レックス
  - ティラノザウルス・レックス登場!! - My People Were Fair and Had Sky in Their Hair, But Now They're Content to Wear Stars on Their Brows（1968年）
  - 神秘の覇者 - Prophets, Seers and Sages, The Angels of the Ages（1968年）
  - ユニコーン - Unicorn（1969年）
  - ベアード・オブ・スターズ - A Beard of Stars（1970年）
- T・レックス
  - T・レックス - T. Rex（1970年）
  - 電気の武者 - Electric Warrior（1971年）
  - ザ・スライダー - The Slider（1972年）
  - タンクス - Tanx（1973年）
  - ズィンク・アロイと朝焼けの仮面ライダー - Zinc Alloy and the Hidden Riders of Tomorrow（1974年）
- ジョン・ハイアット
  - All of a Sudden（1982年）
- アニー・ハズラム
  - ブレッシング・イン・ディスガイズ - Blessing in Disguise（1994年）
  - The Dawn of Ananda（2000年）
- バッドフィンガー
  - マジック・クリスチャン・ミュージック - Magic Christian Music（1970年）
- BAND-MAID
  - The Dragon Cries（2019年）
- ブームタウン・ラッツ
  - モンド・ボンゴ - Mondo Bongo（1980年）
  - ディープ・ラッツ - V Deep（1982年）
- プリファブ・スプラウト
  - ガンマン・アンド・アザー・ストーリーズ - The Gunman and Other Stories（2001年）
- デヴィッド・ボウイ
  - スペイス・オディティ - Space Oddity（1969年）
  - 世界を売った男 - The Man Who Sold the World（1970年）
  - デヴィッド・ボウイ・ライブ - David Live（1974年）
  - ヤング・アメリカンズ - Young Americans（1975年）
  - ロウ - Low（1977年）
  - 英雄夢語り (ヒーローズ) - Heroes（1977年）
  - ステージ - Stage（1978年）
  - ロジャー (間借人) - Lodger（1979年）
  - スケアリー・モンスターズ - Scary Monsters（1980年）
  - ヒーザン - Heathen（2002年）
  - リアリティ - Reality（2003年）
  - ザ・ネクスト・デイ - The Next Day（2013年）
  - ブラックスター - ★（2016年）
- メリー・ホプキン
  - 大地の歌 - Earth Song/Ocean Song（1971年）
- ラルフ・マクテル
  - Not Till Tomorrow（1972年）
  - Easy（1973年）
- ムーディー・ブルース
  - アザー・サイド・オブ・ライフ - The Other Side of Life（1986年）
  - シュール・ラ・メール - Sur la Mer（1988年）
  - キーズ・オブ・ザ・キングダム - Keys of the Kingdom（1991年）
- モリッシー
  - リングリーダー・オブ・ザ・トーメンターズ - Ringleader of the Tormentors（2006年）
- クリスティーン・ヤング
  - Breasticles（2003年）
  - X（2004年）
  - The Orphans（2006年）
- レ・リタ・ミツコ
  - The No Comprendo（1986年）
  - Marc & Robert（1988年）
  - Re（1990年）

### その他参加作品
- ウイングス
  - バンド・オン・ザ・ラン - Band on the Run（1973年） - オーケストレーションで参加。
- ジョー・コッカー
  - 心の友 - With a Little Help from My Friends（1969年） - ギター、ミキシングで参加[4]。
- ストラングラーズ
  - ラ・フォリー - Folie（1981年） - ミキシングで参加。
  - 黒豹 - Feline（1982年） - ミキシングで参加。
- プロコル・ハルム
  - 月の光 - Shine on Brightly（1968年） - アシスタント・プロデューサーとして参加。
- デヴィッド・ボウイ
  - ダイアモンドの犬 - Diamond Dogs（1974年） - ストリングス・アレンジ、ミキシングで参加。
- マーキュリー・レヴ
  - オール・イズ・ドリーム - All Is Dream（2001年） - フルート、メロトロン、オーケストレーション、ストリングス・アレンジで参加[5]。
- ポール・マッカートニー
  - プレス・トゥ・プレイ - Press to Play（1986年） - オーケストラ・アレンジで参加。
- バート・ヤンシュ
  - ムーンシャイン - Moonshine（1973） - ボーカル、演奏（ベース、パーカッション、リコーダー）、アレンジで参加[6]。